# Malá Strana

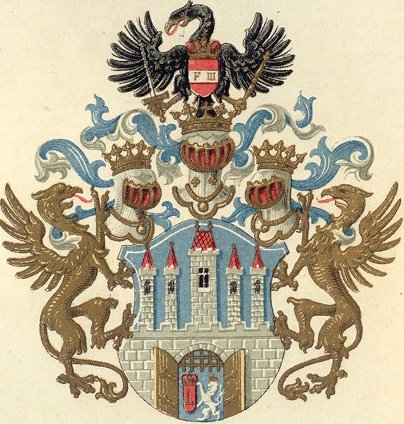
Historická podoba malostranského znaku

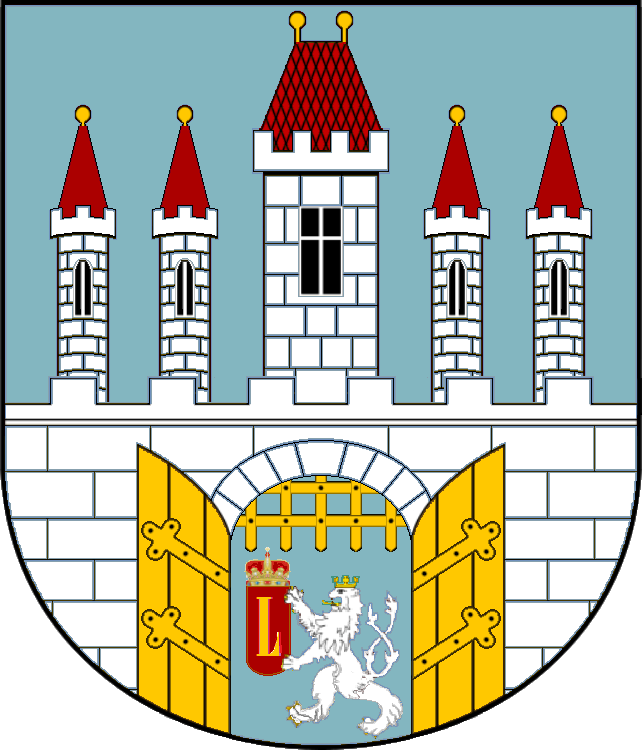
Moderní podoba malostranského znaku

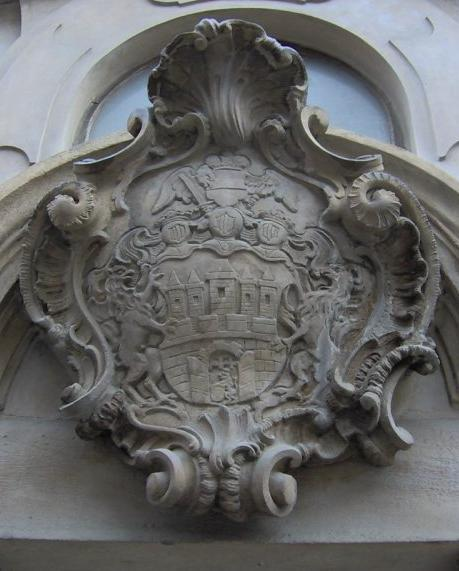
Znak Malé Strany nad vstupem do zvonice u sv. Mikuláše

Malá Strana (původně Nové Město – latinsky Nova civitas sub castro Pragensi do založení dnešního Nového Města a později Menší Město pražské, německy Kleinseite) byla do roku 1784 samostatným městem, do roku 1949 městským obvodem Praha III, nyní je to jen městská čtvrť a katastrální území v centru Prahy na levém břehu Vltavy. Malá Strana má rozlohu 1,3728 km2. Skoro celá čtvrť se nachází na území městské části Praha 1, malá část (4 %) jižně od ulice Vítězné náleží k území Prahy 5.
Jde o jednu z nejstarších a nejpůsobivějších částí Prahy vzniklou v podhradí Pražského hradu. Jedná se o turisticky atraktivní lokalitu s řadou kostelů, paláců a dalších památek a vysokým podílem zelených ploch zahrad a sadů včetně vrchu Petřína. Sídlí zde významné instituce státní moci (obě komory Parlamentu, Úřad vlády, tři ministerstva) a zastupitelské úřady.

## Historie
Na území dnešní Malé Strany je doloženo osídlení od neolitu, v 8. a 9. století byla oblast kolem dnešního Malostranského náměstí dvakrát ohrazena valem a příkopem. V dnešní Mostecké ulici se našly zbytky důkladného dřevěného zpevňování komunikace, patrně jako nástupiště k dřevěnému mostu. Ve 12. století zde už byla kamenná dlažba, na celém území bylo nejméně 10 zděných kostelíků a na jeho obraně se podílela opevněná komenda johanitů (později Maltézských rytířů), Biskupský dvůr u mostu a Strahovský klášter, založený 1140.
Roku 1257 Přemysl Otakar II. na území Malé Strany velkoryse založil tzv. Nové Město (Nova Civitas), město s magdeburským právem a povolal německé osadníky. Z této doby pochází základní síť ulic včetně dnešní Nerudovy s rozměrným obdélným náměstím s kostelem sv. Mikuláše uprostřed. Nálezy ze 14. století však překvapivě svědčí o spíše chudobném osídlení, snad v důsledku válečných zmatků v letech 1306–1310. Nicméně se i za Lucemburků na Malé Straně hodně stavělo, vyrostly nové kostely (sv. Tomáš 1315, přestavba kostela Pod řetězem i Biskupského dvora). Za Karla IV. došlo výstavbou Hladové zdi k výraznému rozšíření Malé Strany, jejíž součástí se tak stala oblast bývalých vsí Nebovidy a Újezd a přilehlé stráně Petřína. Za husitských válek bylo město zcela zničeno a zbylí obyvatelé byli přestěhováni na pravý břeh. Teprve koncem 15. století se začalo obnovovat. Na počátku 16. století tvořili na Malé Straně asi polovinu obyvatelstva Němci.
V domě na Malostranském náměstí vznikl rozsáhlý požár, který 2. června 1541 zničil 133 z 211 malostranských domů a silně postihl také Pražský hrad. Zásadní obrat pro Malou Stranu způsobilo přestěhování císařského dvora Rudolfa II. do Prahy, kdy s město stalo hlavním cílem nově příchozích dvořanů i dvorské šlechty. Na Peterleho vedutě z roku 1562 je vidět stav před touto proměnou, s mnoha vypálenými domy a jen několika novými domy hlavně na náměstí. V této době přišli do Prahy významní italští architekti (Ulrico Aostalli de Sala, Giovanni Maria Filippi aj.), kteří určovali ráz nových staveb. Filippi postavil i nejvýznamnější církevní stavbu, luteránský kostel sv. Trojice, později proměněný v kostel P. Marie Vítězné a sv. Antonína Paduánského, a v oblasti Tržiště si Italové zřídili i vlastní špitál. Nově postavená radnice (1619) svědčí o bohatství města.
Ještě za třicetileté války vznikl Valdštejnský palác a po posledním švédském vpádu 1648 se rychle obnovují a rozšiřují hlavně církevní stavby (nový jezuitský Profesní dům s kostelem Svatého Mikuláše a dominikánský u sv. Marie Magdaleny, přestavby u sv. Tomáše a P. Marie pod řetězem). Zároveň se stavělo nové mohutné opevnění, navazující na opevnění Hradu. Odchodem dvora do Vídně město ztratilo na významu, zároveň se však uvolnilo mnoho místa, které vyplnily hlavně honosné stavby barokních paláců. Přes morové epidemie z let 1680 a 1714 počet obyvatel stále rostl a na Malé Straně působila řada vynikajících umělců.
Roku 1784 byla pražská města císařským nařízením spojena do Královského hlavního města Prahy a Malá Strana se stala do roku 1949 obvodem Praha III. Byla zrušena řada klášterů a roku 1787 byl zřízen stavební úřad, který o každé stavbě rozhodoval. Vznikly přesné plány a roku 1791 se začalo se stavbou podzemní kanalizace. Přibývalo také veřejných olejových luceren a roku 1847 se objevilo prvních 200 plynových. Roku 1826 se stal nejvyšším purkrabím hrabě Karel Chotek, který prosadil stavbu nové silnice na Špejchar a zasloužil se o parkovou úpravu kolem hradeb. 1841 byl otevřen řetězový most, 1869 Rudolfova lávka pro pěší na Klárově, 1876 začala jezdit koňská tramvaj z Újezda na Smíchovské nádraží a 1883 od Národního divadla na Malostranské náměstí. 1891 byla postavena Petřínská rozhledna a pozemní lanovka.
Dopravní ruch si už koncem 19. století vynutil rozšíření Karmelitské a proražení Letenské ulice, což vzbudilo vlnu kritiky a - spolu s asanací Josefova - probudilo památkové hnutí. Velká stavební činnost se pak naštěstí omezila na Újezd a okolí Klárova a Mánesův most z roku 1914 dopravě přes Malou Stranu odlehčil. Většími zásahy byla přestavba Michnova paláce pro Obec sokolskou, výstavba Ministerstva financí a později vystěhování a přestavba celých bloků severně od Malostranského náměstí pro účely Parlamentu po roce 1992.
| Rok            | 1869   | 1880   | 1890   | 1900   | 1910   | 1921   | 1930   | 1950   | 1961   | 1970   | 1980   | 1990  | 2001  | 2011  |
| -------------- | ------ | ------ | ------ | ------ | ------ | ------ | ------ | ------ | ------ | ------ | ------ | ----- | ----- | ----- |
| Počet obyvatel | 22 140 | 20 963 | 20 447 | 21 161 | 20 374 | 22 780 | 21 218 | 16 818 | 15 184 | 13 150 | 10 704 | 8 411 | 6 809 | 5 447 |

## Charakter čtvrti

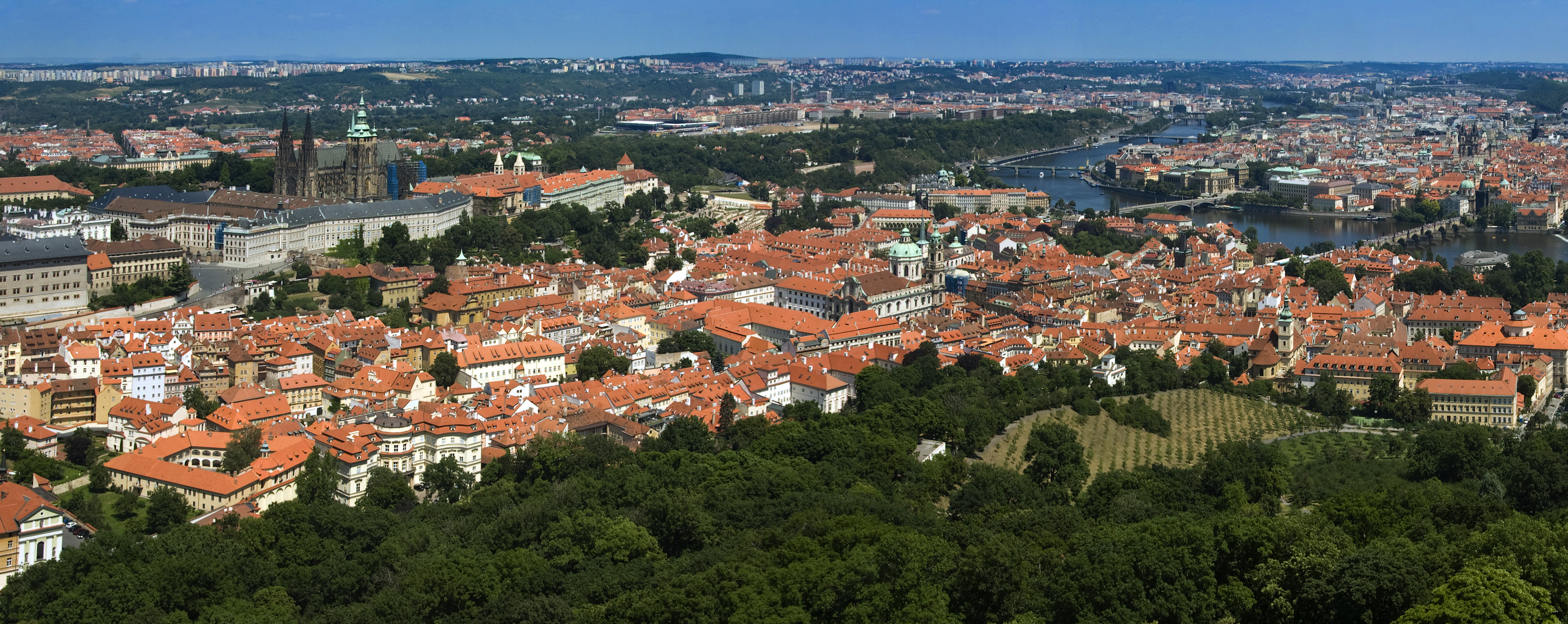
Malá Strana z Petřína. Vlevo Pražský hrad s katedrálou, vpravo Karlův most a za ním Staré Město.

Malá Strana vznikla jako podhradí Pražského hradu, kde časem převládla šlechtická sídla, církevní a diplomatické instituce. Je i dnes klidnější než protější Staré Město a má také více zeleně. Nachází se zde velké množství pozoruhodných staveb i dalších zajímavých míst – např. ostrov Kampa obtékaný Čertovkou, Malostranské náměstí rozdělené na dvě části kostelem sv. Mikuláše, Maltézské náměstí, Újezd s lanovou dráhou na Petřín, Štefánikovu hvězdárnu a Petřínskou rozhlednu či velký komplex zahrad (Kinského zahrada, Petřínské sady, Schönbornská zahrada, atd.). Právě díky nim a vrchu Petřín, který je zviditelňuje, působí Malá Strana jako zelená oáza uprostřed města.
Sídlí zde obě komory Parlamentu ČR – Poslanecká sněmovna i Senát. Rozšiřování parlamentu v 90. letech bylo kritizováno, naposledy drahá výstavba poslanecké ubytovny v Nerudově ulici. V severovýchodním cípu Malé Strany u Vltavy leží Strakova akademie – sídlo úřadu vlády ČR).
Z ministerstev tu sídlí Ministerstvo financí v Letenské ulici, Ministerstvo školství, mládeže a tělovýchovy v Karmelitské ulici a Ministerstvo kultury na Maltézském náměstí. Řada paláců se využívá jako velvyslanectví, či zastupitelské úřady, a také jako hotely s restauracemi. Kromě toho tu sídlí Český červený kříž, České muzeum hudby a Museum Kampa. V bývalé jezuitské koleji sídlí Matematicko-fyzikální fakulta Univerzity Karlovy, na horním náměstí Akademie múzických umění, v Josefské ulici je významné Malostranské gymnázium a v Hellichově ulici Gymnázium Jana Nerudy. Malá Strana tak má, kromě svého neopakovatelného genia loci, i velký politický, kulturní a administrativní význam.

## Doprava

### Tramvaje
Malou Stranou vede levobřežní tramvajová trať (linky 12, 15, 20, 22, 23, 57, sezónně taky 91) z Újezda Karmelitskou ulicí na Malostranské náměstí. Dále pokračuje splítkou skrz Oettingenský palác a Letenskou ulicí ke stanici metra Malostranská, která je umístěna na Klárově. Na území Malé Strany jsou tramvajové zastávky Újezd, Hellichova, Malostranské náměstí a Malostranská, kde je také stanice metra trasy A Malostranská.

### Lanovka
Na malostranském Újezdu má dolní stanici pozemní Lanová dráha na Petřín.

### Automobilová doprava

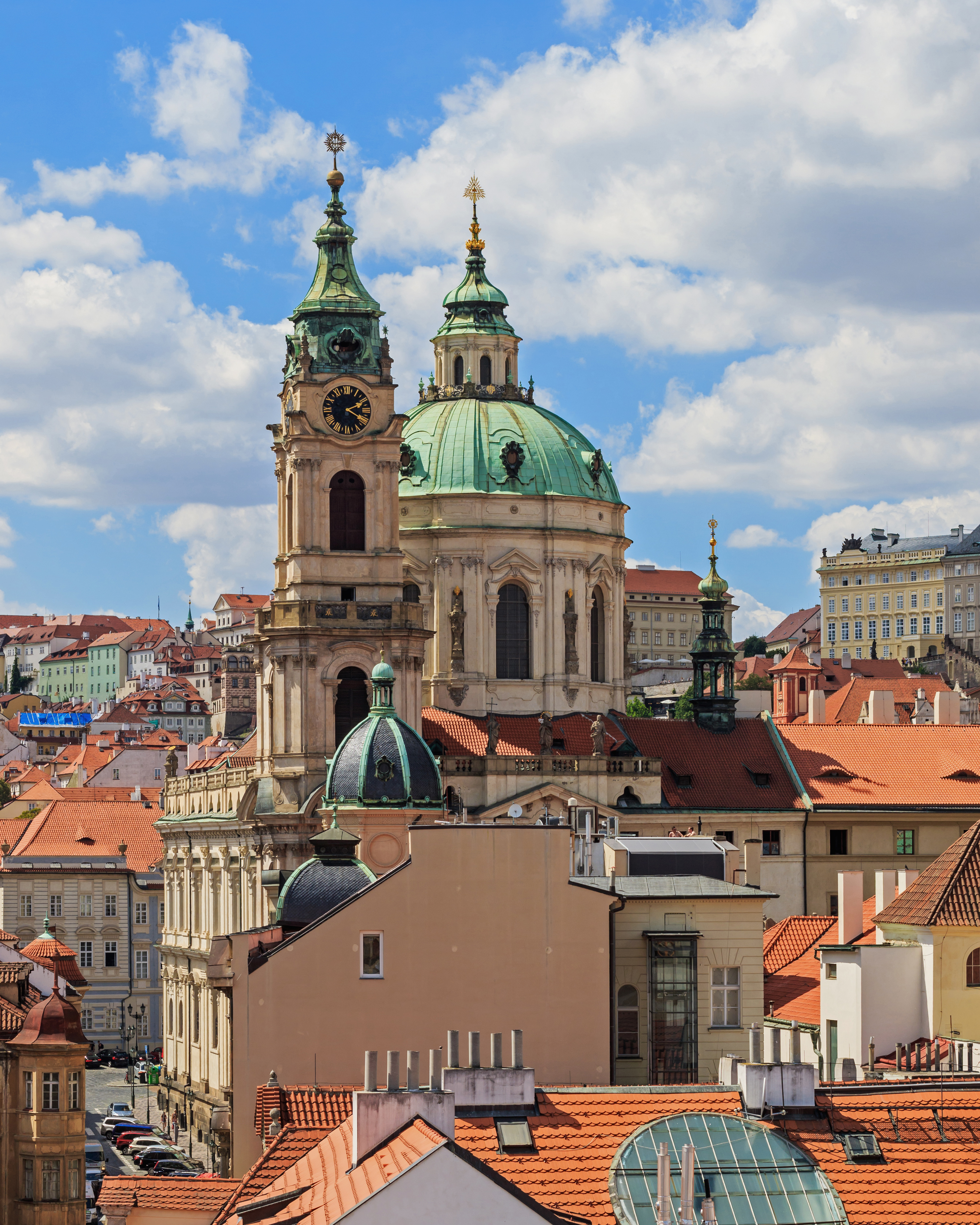
Kostel sv. Mikuláše

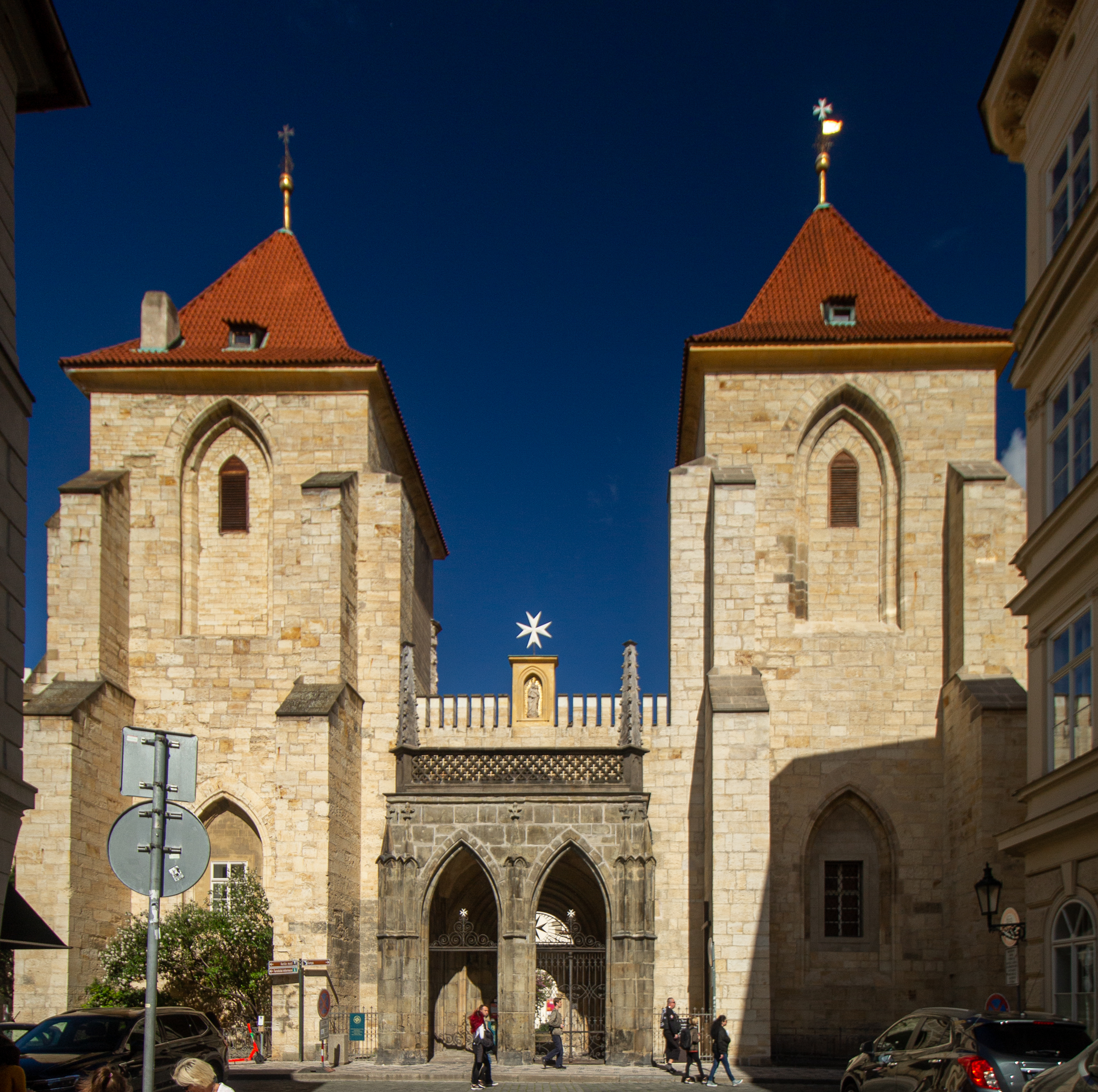
Kostel Panny Marie pod řetězem

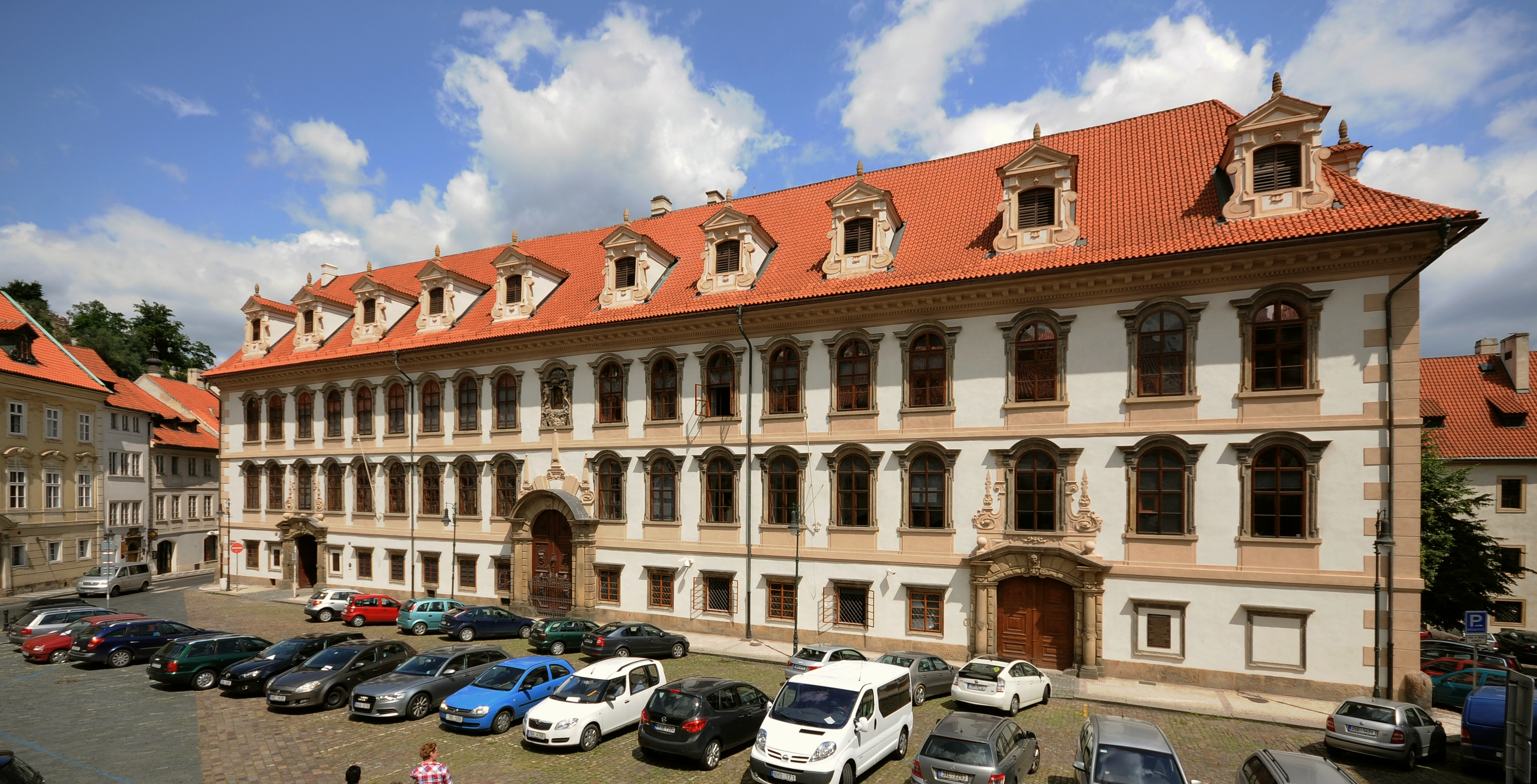
Valdštejnský palác

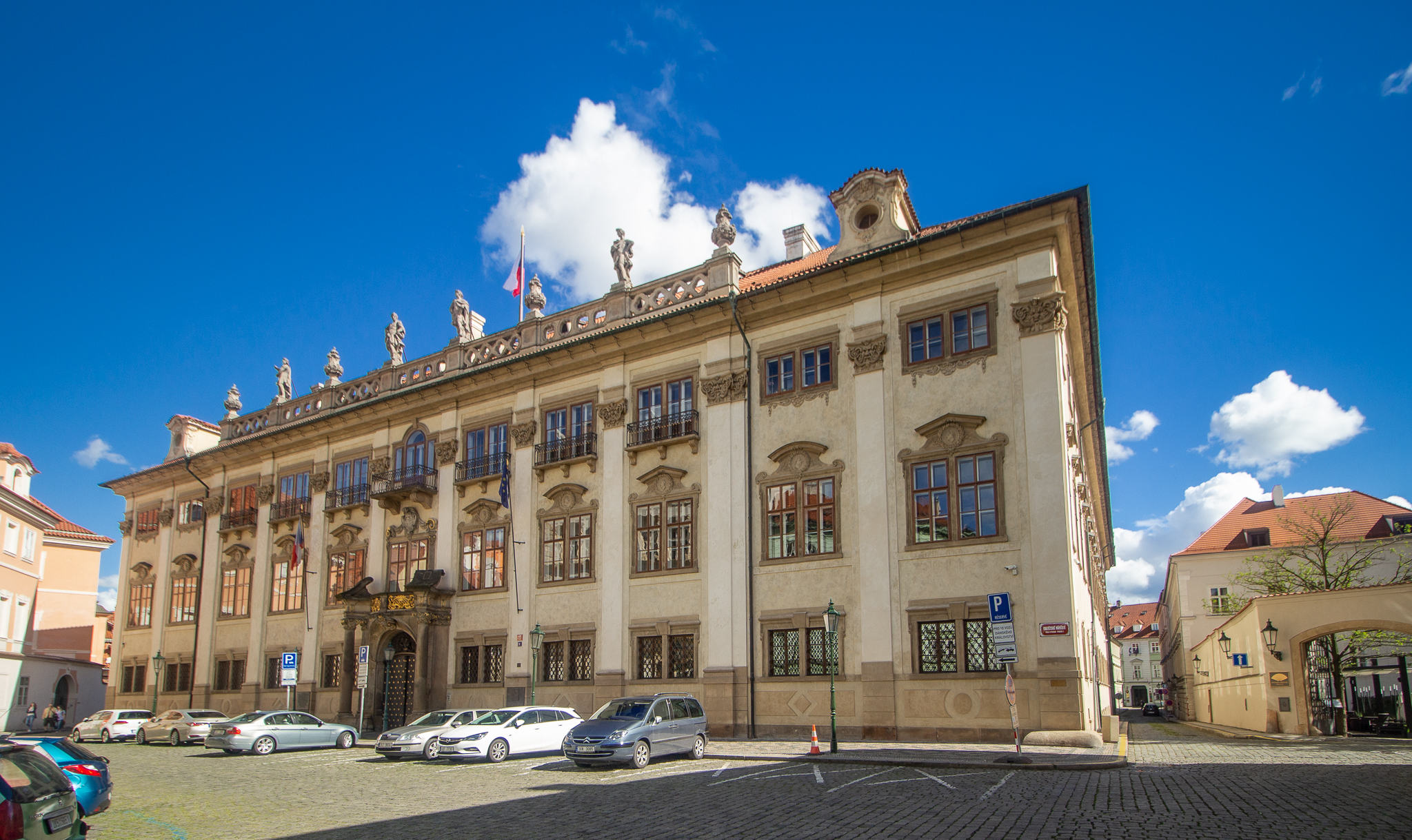
Nostický palác

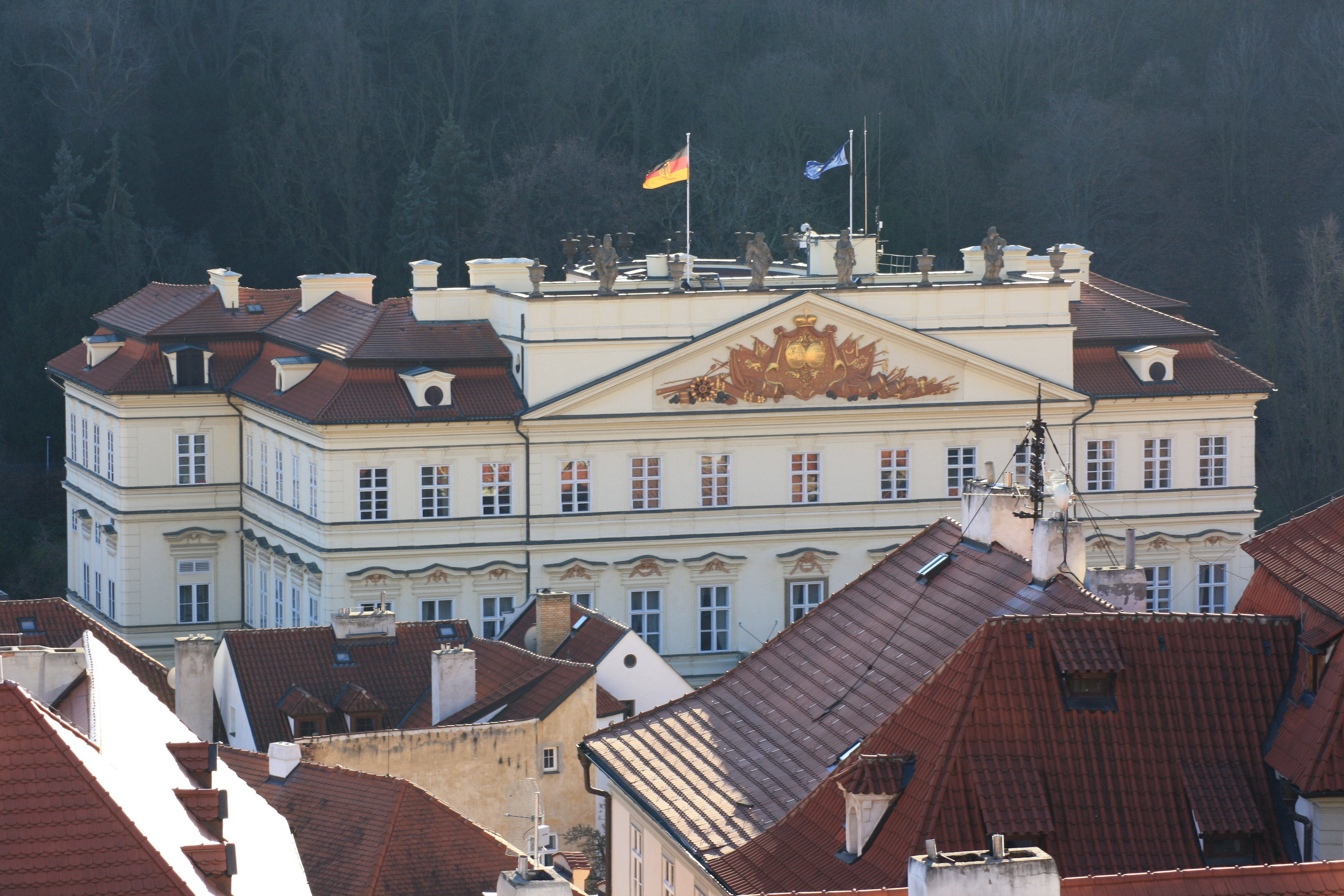
Lobkovický palác

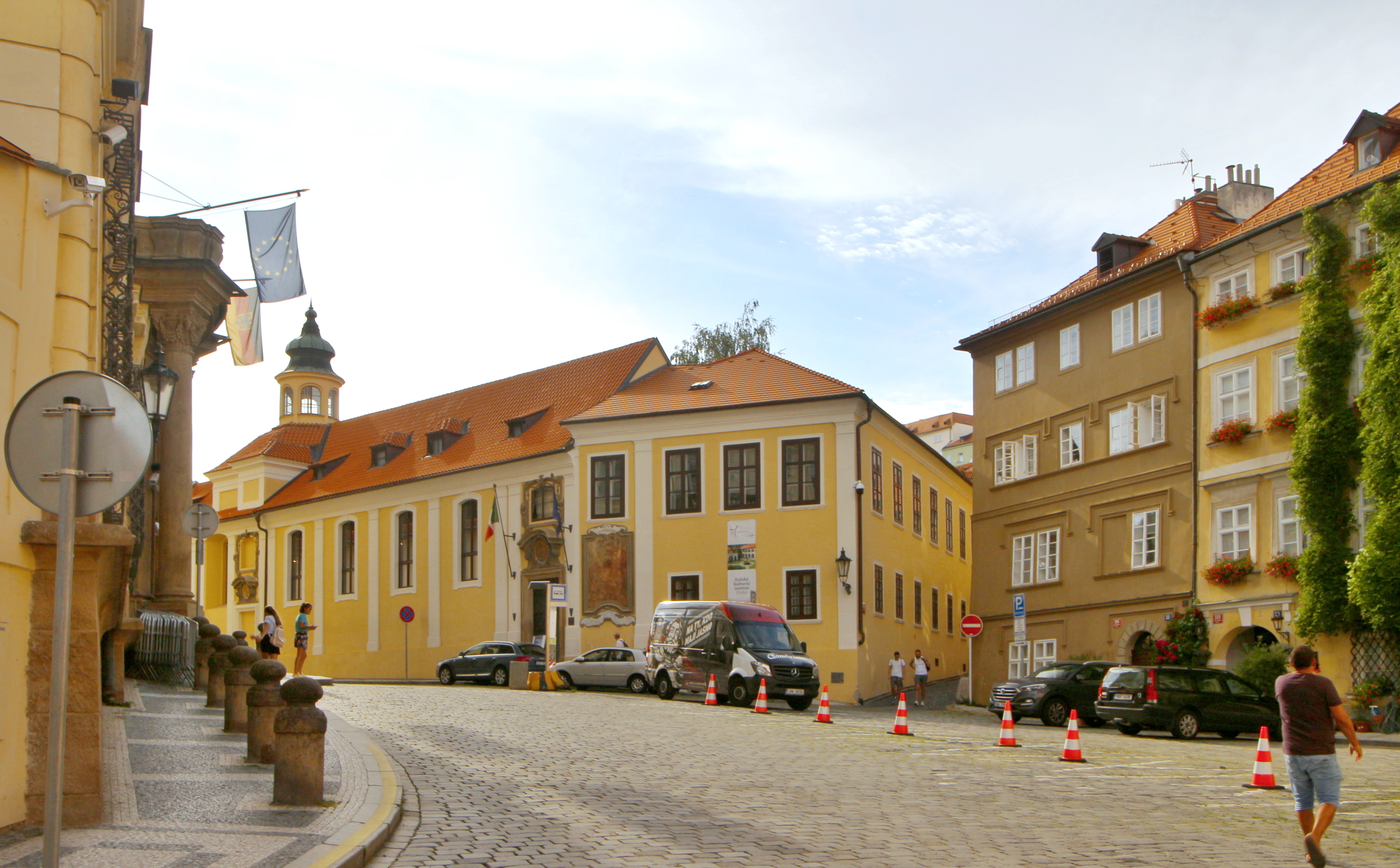
Vlašská ulice a Vlašský špitál

Z Malostranského náměstí k nemocnici Pod Petřínem jezdí autobusová linka 292.
Do historického jádra Malé Strany nesmějí nákladní automobily; protože zde často vznikaly zácpy. Od listopadu 2007 byla na Malou Stranu rozšířena zóna placeného parkování z pravobřežní Prahy 1. Část automobilové dopravy z Malé Strany pomohl odvést Strahovský tunel. Po vzniku Československa se zvažovala i tzv. Petřínská komunikace po svahu Petřína nebo tunelem pod ním.

## Veřejná prostranství

### Náměstí
- Malostranské náměstí – hlavní náměstí v centrální části s kostelem sv. Mikuláše a bývalou radnicí
- Maltézské náměstí – v jižní části, která byla k Malé Straně připojena Karlem IV.
- Valdštejnské náměstí – v severní části před stejnojmenným palácem
- Velkopřevorské náměstí – malé náměstí na jedné z cest na Kampu

### Ulice
- Karmelitská ulice – hlavní komunikace z Malostranského náměstí na jih
- Mostecká ulice – vedoucí z Karlova mostu
- Nerudova ulice – hlavní přístupová ulice k Pražskému hradu
- Sněmovní ulice – lemovaná budovami parlamentu
- Újezd – jižní pokračování Karmelitské v oblasti bývalé stejnojmenné vsi
- Valdštejnská ulice – spolu s Letenskou hlavní severní komunikace s Klárovem

### Ostatní
- Kampa – ostrov na Vltavě
- Klárov – prostranství v severní části Malé Strany a křižovatka cest do dalších čtvrtí
- Královská cesta – vedoucí od Karlova mostu na Pražský hrad
- Staré zámecké schody – spojují Klárov s východním vchodem Pražského hradu
- Vojanovy sady – rozlehlý park se sadem na místě jedné z nejstarších pražských zahrad
- Zámecké schody – z Thunovské ulice (severně od Malostranského náměstí), souběžně s Nerudovou ulicí na rampu Pražského hradu

## Významné stavby

### Kostely
- Sv. Mikuláše na Malostranském nám.
- Sv. Josefa v Josefské ul.
- P. Marie pod řetězem v Lázeňské ul.
- P. Marie Vítězné v Karmelitské ul.
- Sv. Tomáše v Letenské ul.
- Sv. Jana Křtitele Na prádle

### Paláce
- Buquoyský palác, Velkopřevorské náměstí 2
- Fürstenberský palác, Valdštejnská 8
- Grömlingovský palác, Malostranské náměstí
- Kaiserštejnský palác, Malostranské náměstí 23
- Kolovratský palác, Valdštejnská 10
- Kounický palác, Mostecká 15
- Ledebourský palác, Valdštejnské náměstí 3
- Lichtenštejnský palác (Kampa), U Sovových mlýnů 4
- Lichtenštejnský palác, Malostranské náměstí 13
- Lobkovický palác, Vlašská 347/19
- Palác Michny z Vacínova, |Újezd 450/40
- Morzinský palác, Nerudova 5
- Nostický palác, Maltézské náměstí 1
- Palác pánů z Hradce, Zámecké schody 1
- Palác Smiřických, Malostranské náměstí 18
- Palác Thurn-Taxisů, Letenská 120/5 a 7
- Pálffyho palác, Valdštejnská 14
- Rohanský palác, Karmelitská 8
- Schönbornský palác, Tržiště 15
- Šternberský palác, Malostranské náměstí 19
- Thunovský palác, Thunovská 14
- Valdštejnský palác, Valdštejnské náměstí 4
- Velkopřevorský palác, Velkopřevorské náměstí 4
- Vrtbovský palác s Vrtbovskou zahradou, Karmelitská 25

a další.

### Ostatní
- Hladová zeď
- Petřínská rozhledna
- Umělecká beseda
- Saský dům
- Sloup Nejsvětější Trojice

## Muzea a galerie
- České muzeum hudby
- Museum Kampa
- Pedagogické muzeum Jana Amose Komenského v Praze
- Valdštejnská jízdárna
- Ateliér Josefa Sudka
- Muzeum Karla Zemana

## Osobnosti, Malá Strana v kultuře
Žilo zde mnoho význačných umělců, vědců i politiků: Josef Dobrovský, Joachim Barrande, Eduard Vojan, Karel Čapek (Říční), Vladimír Holan a Jan Werich (Dobrovského dům na Kampě), Egon Bondy a Milan Koch (Nerudova), Jiří Trnka (v Hroznové), Pavel Štěpán, František Janda (Besední), malíř Jan Zrzavý, fotograf Josef Sudek. Zdejší rodák Jan Neruda Malé Straně dokonce zasvětil své známé Povídky malostranské, které barvitě popisují zdejší život v polovině 19. století; byla po něm pojmenována ulice vedoucí vzhůru královskou cestou na nedaleký Pražský hrad. Povídky o Malé Straně napsala také Jindřiška Smetanová, odehrává se tu i televizní seriál Kamarádi režisérky Vlasty Janečkové či Chobotnice z II. patra režiséra Jindřicha Poláka, svůj děj zde má i větší část filmu Jak utopit dr. Mráčka aneb Konec vodníků v Čechách režiséra Václava Vorlíčka a Kamenný most režírovaný Tomášem Vorlem. Na Malé Straně se aspoň zčásti odehrávají prózy Egona Bondyho Sklepní Práce a Afghánistán, Na Malé Straně žil i undergroundový hudebník Filip Topol, frontman kapely Psí Vojáci. 